# Israël aux Jeux olympiques d'hiver de 2010
Cet article contient des informations sur la participation et les résultats d'Israël aux Jeux olympiques d'hiver de 2010 à Vancouver au Canada.

## Cérémonies d'ouverture et de clôture

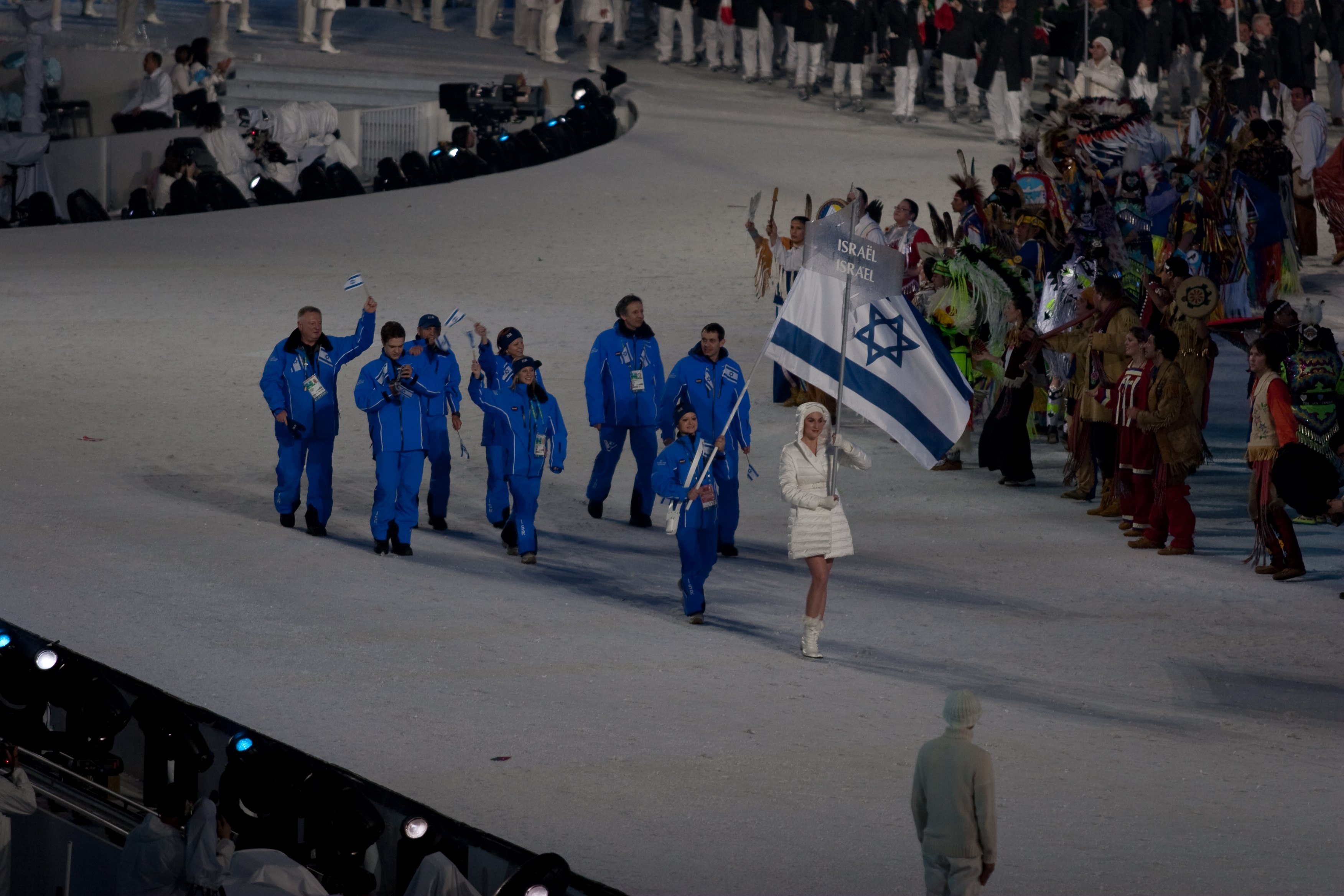
Entrée de la délégation israélienne lors de la cérémonie d'ouverture.

Comme cela est de coutume, la Grèce, berceau des Jeux olympiques, ouvre le défilé des nations, tandis que le Canada, en tant que pays organisateur, ferme la marche. Les autres pays défilent par ordre alphabétique. Isräel est la quarantième des 82 délégations à entrer dans le BC Place Stadium de Vancouver au cours du défilé des nations durant la cérémonie d'ouverture, après l'Irlande et avant l'Italie. Cette cérémonie est dédiée au lugeur géorgien Nodar Kumaritashvili, mort la veille après une sortie de piste durant un entraînement. Le porte-drapeau du pays est la patineuse artistique Alexandra Zaretsky.
Lors de la cérémonie de clôture qui se déroule également au BC Place Stadium, les porte-drapeaux des différentes délégations entrent ensemble dans le stade olympique et forment un cercle autour du chaudron abritant la flamme olympique. Le drapeau israélien est alors porté par le skieur alpin Mykhaylo Renzhyn.

## Engagés par sport

### Patinage artistique
Hommes
- Roman Zaretsky

Femmes
- Alexandra Zaretsky

### Ski alpin
Hommes
- Mykhaylo Renzhyn

## Diffusion des Jeux en Israël
Les Israéliens peuvent suivre les épreuves olympiques en regardant en clair la chaîne IBA 1 du groupe Israel Broadcasting Authority (IBA), mais également sur le câble et le satellite grâce au réseau Eurosport. IBA et Eurosport permettent d'assurer la couverture médiatique israélienne sur Internet.